# 若尼峰
若尼峰又称白日嘎，是中国西藏东部岗日嘎布山的最高峰，地处八宿县和察隅县交界处，然乌镇以南约36公里（直线距离），山峰北部为喜日隆普冰川。整个若尼峰山区附近有20座海拔6千米以上的独立山峰，其中最高峰若尼峰I峰高约海拔6882米（一般被标作6900米）。

## 攀登历史
- 2002年，日本神户大学对若尼峰进行实地考察，登至5300米。
- 2003年，日本神户大学登山队攀登 若尼峰I峰 ，未能成功，登至5600米。
- 2007年，由中国地质大学（武汉）与日本神户大学山岳协会组成的西藏岗日嘎布东部山群联合登山侦察队对该地区进行实地侦查和选择登山路线。
- 2009年，由中国地质大学（武汉）和神户大学联合组成的登山队（中方队员10名，日方队员8名）于11月5日和7日分两批成功登顶海拔6703米的若尼峰Ⅱ峰 ，是人类首次登顶若尼峰Ⅱ峰，也是人类首次登顶岗日嘎布山脉内山峰[1]。